# Krasnolipki
Krasnolipki – osada leśna w Polsce położona w województwie wielkopolskim, w powiecie rawickim, w gminie Rawicz.
W latach 1975–1998 miejscowość należała administracyjnie do województwa leszczyńskiego.
W budynku leśniczówki od roku 1842 prowadzony jest nadzór nad lasami. W dniu 11 czerwca 2007 r. budynek uznany został za najstarszą siedzibę leśnictwa Lasów Państwowych przez Kapitułę "Konkursu na najstarszą siedzibę nadleśnictwa oraz leśnictwa Lasów Państwowych", zorganizowanego przez redakcję Przeglądu Leśniczego.